# Aerospace Industrial Development Corporation
Aerospace Industrial Development Corporation (AIDC) — государственная тайваньская аэрокосмическая компания, основана 1 марта 1969 года.
Aerospace Industrial Development Corporation является лидером Китайской Республики (Тайвань) по производству истребителей. Один из первых собственных прототипов был построен на базе американского самолёта Pazmany PL-1, это был AIDC PL-1B. Было построено 55 экземпляров, первый прототип поднялся в воздух 26 октября 1968 года. В последующие годы была создана другая машина, которая представляет собой модифицированную версию американского North American T-28 Trojan, AIDC T-CH-1, первый полёт которого состоялся в 1973 году. Тесные связи в отрасли с США привели к покупке лицензии на производство вертолётов Bell UH-1 Iroquois, для армии было построено 118 единиц. В 1975 году с работы над новым реактивным самолётом, предназначенным для повышения квалификации пилотов AIDC AT-3, началось сотрудничество с компанией «Northrop Grumman Corporation». В 1974—1986 годы завод выпустил лицензионные версии самолётов Northrop F-5. Новейшим продуктом является истребитель AIDC F-CK-1, который также был построен со значительным участием американских компаний.
В 1983 году она была переведена на баланс Чжуншаньского института науки и технологии. В 2000 году AIDC была разделена на четыре подразделения: аэроструктуры, двигателей, технологий, администрации.

## Продукция компании
- Наиболее известным продуктом компании является истребитель AIDC F-CK-1, принятый на вооружение ВВС Китайской Республики в 1994 году[3].
- AIDC AT-3 — тайваньский реактивный учебно-тренировочный самолёт. Разработан компанией Aerospace Industrial Development Corporation (AIDC) и принят на вооружение ВВС Китайской Республики.
- AIDC PL-1B
- AIDC T-CH-1
- AIDC UH-1H
- AIDC XC-2

## Происшествия
29 декабря 2021 года на заводе компании произошёл взрыв, в результате которого погиб 1 человек, ещё 6 человек пострадали; деятельность компании приостановлена на неопределённое время.